# 녹진
녹진(祿眞, ?~?)은 신라의 관리이다.

## 생애
일길찬 수봉(秀奉)의 아들로, 23세에 벼슬하여 내외관(內外官)을 여러 번 지내고 헌덕왕 10년에 집사시랑(執事侍郞)에 이르렀다. 동왕 14년에 각간 충공(忠恭)이 심화가 괴로워 병을 칭탁하고 쉬고 있을 때 그는 찾아가서 다음과 같은 내용의 말로 충공을 설득시켜 병을 고쳐 주었다고 한다.
1. 집을 짓는 원리나 정치의 원리나 다름이 없다.
2. 조정에 빈 자리가 없고, 벼슬아치가 저마다 인품을 갖추며, 상하가 고루 정하게 되고, 현·불초(賢不肖)의 분별이 선 후에야 왕정(王政)이 이룩된다.
3. 공사(公私)의 분별, 공평무사, 뇌물의 근원 봉쇄, 인사 정책의 공정성, 업무의 경중(輕重) 파악 등이 특히 중요하니, 이를 지키지 못하면 국사는 혼탁해진다.
4. 공직에 있는 자가 정사(政事)를 폐하고 누워 있음은 부당하다.

그는 결국 왕과 세자를 일깨워주고, 김헌창(金憲昌)의 반란 진압에 공을 세워 대아찬 벼슬이 내렸으나 받지 않았다. 즉 그는 유교적인 왕도 정치 사상을 깊이 이해하고 문란한 현실 정치를 비판하여 경계시켰던 것이다.

## 전기 자료
- 『삼국사기』 권45, 「열전」5, 녹진

## 참고 문헌
- 이 문서에는 다음커뮤니케이션(현 카카오)에서 GFDL 또는 CC-SA 라이선스로 배포한 글로벌 세계대백과사전의 내용을 기초로 작성된 글이 포함되어 있습니다.